# 湯姆·拜倫
湯姆·拜倫（Tom Byron，1961年4月4日—）是名美國義大利裔色情演員與導演，為X級評論組織與成人影帶新聞名人堂成員。他是成人影片界最著名的男星之一。

## 外部連結
- 湯姆·拜倫在互联网电影资料库（IMDb）上的資料（英文）
- 湯姆·拜倫的MySpace主頁